# بيرث وبيرثشير الشمالية (دائرة انتخابية في المملكة المتحدة)
بيرث وبيرثشير الشمالية (بالإنجليزية: Perth and North Perthshire)‏ هي إحدى الدوائر الانتخابية في المملكة المتحدة الممثلة في مجلس العموم في برلمان المملكة المتحدة.
عضو البرلمان الذي يمثلها حالياً هو :Pete Wishart (SNP).